# 米国銃所有者協会

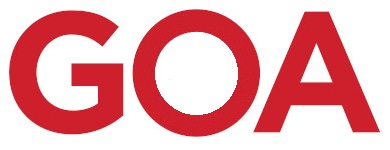

米国銃所有者協会（べいこくじゅうしょゆうしゃきょうかい、英：Gun Owners of America、略称：GOA）は、アメリカ合衆国の市民団体・圧力団体である。現在、会員数は約200万人以上。会長は元バージニア州下院議員のラリー・プラット。
スローガンは「銃規制が人を殺すのだ。銃は人を救います。」というものである。

## 概要
1975年にカリフォルニア州上院議員のH.L. “ビル” リチャードソンにより設立される。アメリカ合衆国憲法修正第2条に定められた「銃を所持する権利」は神が与えたもうた絶対的なものであるとし、全ての銃器弾薬規制に反対し、アルコール・タバコ・火器及び爆発物取締局の廃止をも主張している。
政治家の会員は多くないが、間接的な政治的発言力はある。また、GOAは全米ライフル協会（NRA）に次いでアメリカで2番目に大きなガンロビー団体でもある。GOAは銃規制に対して時折妥協的な姿勢をとるNRAを「全米最強の銃規制団体」と批判している。